# Kazimierz Maranda
Kazimierz Maranda (ur. 23 lutego 1947 w Burzeninie, koło Sieradza) – polski lekkoatleta - długodystansowiec, specjalizujący się w biegu na 3000 m z przeszkodami.

## Osiągnięcia
Zawodnik Widzewa (1963-1966) i ŁKS Łódź (1966-1979). Olimpijczyk z Monachium (1972) (odpadł w eliminacjach). 4-krotny mistrz Polski w biegu na 3000 m z przeszkodami (1969, 1971, 1976, 1977), wicemistrz (1975) i 2-krotny brązowy medalista (1973 i 1978). Halowy mistrz (1975) i wicemistrz Polski w biegu na 2000 m. 3-krotny rekordzista kraju na 3000 m z przeszkodami (do 8:23,6 s. w roku 1972). 
Brązowy medalista mistrzostw Europy juniorów w biegu na 1500 m z przeszkodami (1966 - 4:11,6 s.) oraz uniwersjady w Rzymie (1975) - 8:29,23 s. Trzeci zawodnik PE w 1970 - 8:38,0 s. W rankingu Track and Field News sklasyfikowany w 1970 na 9. i w 1971 - na 7. pozycji w biegu przeszkodowym. Aktualnie współpracuje z piłkarskim zespołem SMS Łódź jako trener ds. przygotowania fizycznego.

## Rekordy życiowe
- bieg na 1000 metrów – 2:27,4 s.
- bieg na 1500 metrów – 3:44,9 s.
- bieg na 3000 metrów – 7:57,4 s.
- bieg na 5000 metrów – 13:39,2 s.
- bieg na 10 000 metrów – 29:47,1 s.
- bieg na 3000 metrów z przeszkodami – 8:23,4 s. (28 lipca 1975, Bydgoszcz) – 16. wynik w historii polskiej lekkoatletyki[1]